# Poikilacanthus glandulosus
Poikilacanthus glandulosus là một loài thực vật có hoa trong họ Ô rô. Loài này được (Nees) Ariza miêu tả khoa học đầu tiên năm 1984.